# Joseph Cattaui

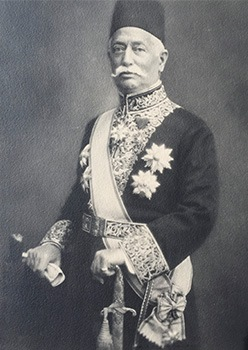
Joseph Cattaui

Joseph Aslan Cattaui Pascha (arabisch يوسف أصلان قطاوي باشا, DMG Yūsif Aṣlān Qaṭṭāwī Bāšā; * 20. März 1862 in Kairo; † 12. Mai 1942 ebenda) war ein ägyptischer Geschäftsmann und Politiker, der von 1924 bis zu seinem Tod im Jahr 1942 als Präsident der jüdischen Gemeinde von Kairo fungierte.

## Leben und beruflicher Werdegang
Joseph Aslan Cattaui wurde 1861 in Kairo als viertes von elf Kindern von Aslan Menasce Cattaui Pasha und Grazia Benroubi geboren. Er studierte Ingenieurwesen an der École Centrale Paris und schloss 1882 mit einem Diplom ab.
Nach seiner Rückkehr nach Ägypten trat er kurz in das Ministerium für öffentliche Arbeiten ein, bevor er nach Mähren ging, wo er eine Ausbildung in einer Zuckerraffinerie absolvierte. Zurück in Ägypten wurde er Teilhaber von Suarès Frères & Co. und arbeitet am Bau der Helwan-Eisenbahn, der Wasserwerke in Tanta und der Zuckerfabrik mit. 1904 gründete er in Zusammenarbeit mit Suarès Frères und Sir Ernest Cassel die Wadi Kom Ombo Company, eine große Landwirtschafts- und Landbesitzgesellschaft. Im Jahr 1920 gründete er zusammen mit Talʿat Harb Pacha und anderen die Banque Misr und wurde Mitglied des Verwaltungsrats.

## Politische Karriere
Cattaui wurde 1912 in den Rang eines Paschas erhoben. Im Jahr 1915 wurde er zum Mitglied der gesetzgebenden Versammlung gewählt und übte dieses Amt bis zur Auflösung der Versammlung im Jahr 1922 aus. Ein Jahr zuvor war er in die 32-köpfige Kommission berufen worden, die an der Ausarbeitung der ägyptischen Verfassung arbeitete. Im Jahr 1924 wurde er zum Finanzminister und 1925 zum Minister für Kommunikation ernannt. Von 1927 bis zu seinem Rückzug aus der Politik im Jahr 1939 war er Mitglied des ägyptischen Senats.

## Persönliches Leben
Die Tochter von Cattaui starb Ende Dezember 1906 im Alter von 18 Jahren an Typhus.

## Unternehmen
Joseph Cattaui Pasha war an den folgenden Unternehmen beteiligt oder leitete diese:
- Société Wadi Kom Ombo (1904- )
- Banque Misr (1920- )
- Société Cheikh Fadl
- Union Fonciere d'Egypte
- Compagnie Frigorifique d'Egypte
- Société des Halles Centrales (Gesellschaft der zentralen Markthallen)
- Société des Suceries
- Compagnie des Eaux du Caire
- Imperial Chemical Industries (Ägypten)
- National Insurance of Egypt (gegründet 1900)[8]

## Werke
- 1920: Pour mes enfants. Paris: L. Carteret.
- 1926: L'Égypte: aperçu historique et géographique ; gouvernement et institutions ; vie économique et sociale. Le Caire: Institut Français d'Archéologie Orientale.
- 1927: Le regime des Capitulations en Egypte. Le Caire: Imprimerie de l'Institut francais d'archeologie orientale
- 1931: Coup d'oeil sur la chronologie de la nation égyptienne. Paris: Plon.
- 1935: Le Khédive Isma'il et la dette de l'Egypte. Le Caire: Misr
- 1943: Les calendriers antiques. Le Caire: Éditions de la revue de Caire

## Ehrungen

### Ägyptische nationale Ehrungen
| Farbbandleiste | Ehrung                           |
| -------------- | -------------------------------- |
|                | Großer Kordon des Ordens vom Nil |

### Ausländische Ehrungen
| Farbbandleiste | Land       | Ehrung                                                         |
| -------------- | ---------- | -------------------------------------------------------------- |
|                | Frankreich | Commandeur de la Légion d'honneur (Kommandeur der Ehrenlegion) |